# Tecnica della copertura delle classi di equivalenza
La tecnica delle classi di equivalenza è una tecnica di collaudo del software a scatola nera, consiste in una suddivisione dello spazio dei dati di input in segmenti che si prevede trattino il software in modo analogo. Ogni segmento, o classe, contiene valori di input che dovrebbero essere trattati allo stesso modo dal programma. L'obiettivo è ridurre il numero di test necessari verificando un solo caso rappresentativo per ogni classe.

## Implementazione
La tecnica prevede due passi:
- Identificazione delle classi: per individuare le classi di equivalenza serve prima capire in che modo il campo di ingresso prende i dati:
  - Intervallo di valori di input (esempio: giorni/mese/anno per una data di nascita)
  - Numero/quantità di valori di input (esempio: lunghezza password)
  - Insiemi di valori di input (esempio: genere)

Definizione di casi di test che coprano le classi: 
- Intervallo di valori di input: se una condizione di ingresso specifica un intervallo di valori ammissibili per un determinato parametro di input si identificano:
  - Una classe di equivalenza valida per i valori compresi all’interno dell’intervallo.
  - Due classi di equivalenza non valide: una per i valori inferiori all’estremo di variazione minimo e l’altra per i valori superiori all’estremo di variazione massimo.

| Campo                        | Classe valida                              | Classe non valida (inferiore) | Classe non valida (superiore) |
| Data di nascita (gg/mm/aaaa) | 1 ≤ gg ≤ 31 1 ≤ mm ≤ 12 1900 ≤ aaaa ≤ 2006 | gg < 1 mm < 1 aaaa < 1900     | gg > 31 mm > 12 aaaa > 2006   |
| ---------------------------- | ------------------------------------------ | ----------------------------- | ----------------------------- |

- Numero/quantità di valori di input: se una condizione di ingresso specifica un numero/quantità di valori ammissibili per un determinato parametro di input si identificano:
  - Una classe di equivalenza valida per un numero/quantità compreso fra il minimo ed il massimo specificati.
  - Due classi di equivalenza non valide: una per un numero di valori inferiori al minimo, l’altra per un numero di valori superiori al massimo.

| Campo    | Classe valida                          | Classe non valida (inferiore) | Classe non valida (superiore) |
| Password | 8 caratteri ≤ lunghezza ≤ 20 caratteri | lunghezza < 8 caratteri       | lunghezza > 20 caratteri      |
| -------- | -------------------------------------- | ----------------------------- | ----------------------------- |

- Insiemi di valori di input: se una condizione di ingresso specifica un insieme di valori ammissibili per un determinato parametro di input si identificano:
  - Una classe di equivalenza valida per ogni gruppo di elementi dell’insieme i cui elementi è ragionevole pensare siano trattati in modo analogo (i gruppi possono essere formati anche da un solo elemento).
  - Una classe di equivalenza non valida per un elemento non appartenente all’insieme.

| Campo  | Classe valida     | Classe non valida |
| Genere | "M", "F", "Altro" | "S"               |
| ------ | ----------------- | ----------------- |

A partire dalle classi identificate occorre progettare un numero di casi di test sufficiente a coprire tutte le classi di equivalenza valide, facendo in modo che ciascun caso di test copra il maggior numero possibile di classi valide  e tanti casi di test quante sono le classi di equivalenza non valide in modo tale che ciascun caso di test copra una ed una sola classe non valida.
| Caso 1 | 22/10/1998  | valido                   |
| Caso 2 | 36/10/1998  | non valido (gg > 31)     |
| Caso 3 | -5/10/1998  | non valido (gg < 1)      |
| Caso 4 | 22/18/1998  | non valido (mm > 12)     |
| Caso 5 | 22/-20/1998 | non valido (mm< 1)       |
| Caso 6 | 22/10/2018  | non valido (aaaa > 2006) |
| Caso 7 | 22/10/1880  | non valido (aaaa < 1900) |